# Baseball aux Jeux panaméricains

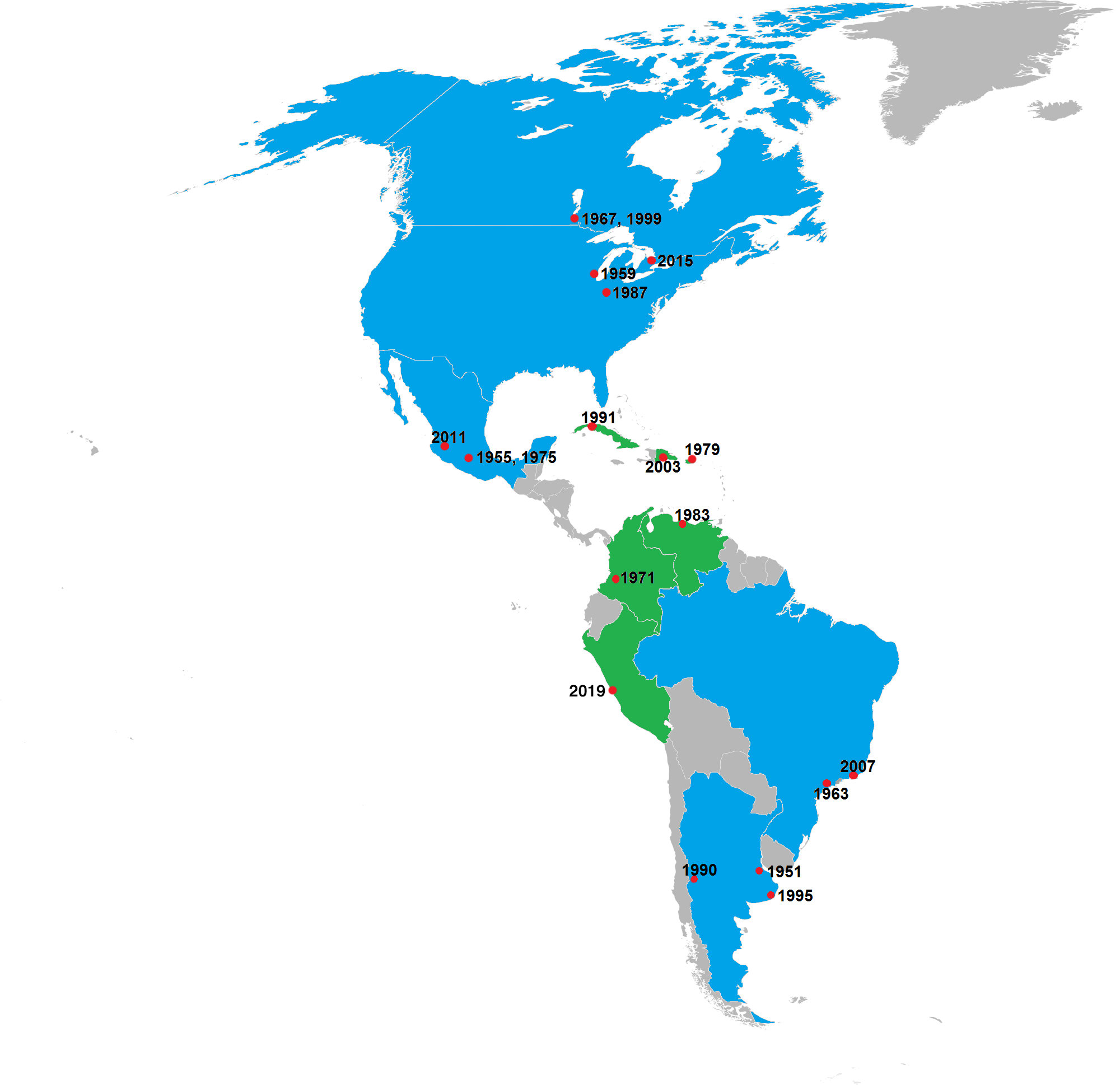
Lieux des Jeux panaméricains : Vert = Pays qui ont accueilli un Jeux panaméricains. Bleu = Pays qui ont accueilli deux Jeux panaméricains ou plus. Points rouges = Villes qui ont accueilli les Jeux panaméricains.

Le tournoi de baseball des Jeux panaméricains est considéré comme l'un des meilleurs tournois internationaux de baseball car il met aux prises les meilleures formations d'Amérique du Nord, Centrale et des Caraibes. Ces nations membres de la COPABE représentent huit des quatorze premières places au Classement mondial de l'IBAF en 2011.
Cuba mène le palmarès avec 12 titres sur 17 possibles, dont dix consécutifs de 1971 à 2007. Le Canada a remporté les deux derniers titres, en 2011 et 2015.
Le premier tournoi féminin de baseball aux Jeux panaméricains a eu lieu en 2015 et fut remporté par les joueuses des États-Unis.

## Hommes

### Palmarès
| Année        | Lieu           |                  | Or               | Argent     | Bronze     | Bronze |
| ------------ | -------------- | ---------------- | ---------------- | ---------- | ---------- | ------ |
| 1951         | Buenos Aires   | Cuba             | États-Unis       | Mexique    | Mexique    |        |
| 1955         | Mexico         | Rép. dominicaine | États-Unis       | Venezuela  | Venezuela  |        |
| 1959         | Chicago        | Venezuela        | Porto Rico       | États-Unis | États-Unis |        |
| 1963         | São Paulo      | Cuba             | États-Unis       | Mexique    | Mexique    |        |
| 1967         | Winnipeg       | États-Unis       | Cuba             | Porto Rico | Porto Rico |        |
| 1971         | Cali           | Cuba             | États-Unis       | Colombie   | Colombie   |        |
| 1975         | Mexico         | Cuba             | États-Unis       | Venezuela  | Venezuela  |        |
| 1979         | San Juan       | Cuba             | Rép. dominicaine | Porto Rico | Porto Rico |        |
| 1983         | Caracas        | Cuba             | Nicaragua        | États-Unis | États-Unis |        |
| 1987         | Indianapolis   | Cuba             | États-Unis       | Porto Rico | Porto Rico |        |
| 1991         | La Havane      | Cuba             | Porto Rico       | États-Unis | États-Unis |        |
| 1995         | Mar del Plata  | Cuba             | Nicaragua        | Porto Rico | Porto Rico |        |
| 1999         | Winnipeg       | Cuba             | États-Unis       | Canada     | Canada     |        |
| 2003         | Saint-Domingue | Cuba             | États-Unis       | Mexique    | Mexique    |        |
| 2007 Détails | Rio de Janeiro | Cuba             | États-Unis       | Mexique    | Nicaragua  |        |
| 2011 Détails | Guadalajara    | Canada           | États-Unis       | Cuba       | Cuba       |        |
| 2015 Détails | Toronto        |                  | Canada           | États-Unis | Cuba       | Cuba   |

## Tableau des médailles
| Rang | Pays             | · Or | Argent | Bronze | Total |
| ---- | ---------------- | ---- | ------ | ------ | ----- |
| 1    | Cuba             | 12   | 1      | 2      | 15    |
| 2    | Canada           | 2    | 0      | 1      | 3     |
| 3    | États-Unis       | 1    | 11     | 3      | 15    |
| 4    | Rép. dominicaine | 1    | 1      | 0      | 2     |
| 5    | Venezuela        | 1    | 0      | 2      | 3     |
| 6    | Porto Rico       | 0    | 2      | 4      | 6     |
| 7    | Nicaragua        | 0    | 2      | 1      | 3     |
| 8    | Mexique          | 0    | 0      | 3      | 4     |
| 9    | Colombie         | 0    | 0      | 1      | 1     |

## Femmes

### Palmarès
| Année        | Lieu    |  | Or         | Argent | Bronze    |
| ------------ | ------- |  | ---------- | ------ | --------- |
| 2015 Détails | Toronto |  | États-Unis | Canada | Venezuela |

### Tableau des médailles
| Rang | Pays       | · Or | Argent | Bronze | Total |
| ---- | ---------- | ---- | ------ | ------ | ----- |
| 1    | États-Unis | 1    | 0      | 0      | 1     |
| 2    | Canada     | 0    | 1      | 0      | 1     |
| 3    | Venezuela  | 0    | 0      | 1      | 1     |